# Veau d'or du meilleur film
Le Veau d'or du meilleur film (Gouden Kalf - Beste lange speelfilm) est une récompense remise dans le cadre des Veaux d'or remis par le Festival du cinéma néerlandais. Il récompense le meilleur film néerlandais de l'année et est remis au producteur du film.

## Lauréats
- 1981 : Het teken van het beest : Pieter Verhoeff
- 1982 : Le Silence autour de Christine M. (De stilte rond Christine M.) : Marleen Gorris
- 1983 : Hans, het leven voor de dood : Louis van Gasteren
- 1984 : L'Illusionniste (De illusionist) : Jos Stelling
- 1985 : La Chair et le Sang (Flesh and Blood) : Gijs Versluys
- 1986 : Abel : Laurens Geels et Dick Maas
- 1987 : Vroeger is dood : Jos van der Linden
- 1988 : L'Homme qui voulait savoir (Spoorloos) : George Sluizer et Anne Lordon
- 1989 : Mariage secret : Kees Kasander et Dennis Wigman
- 1990 : De avonden : René Solleveld et Peter Weijdeveld
- 1991 : Prospero's Books : Kees Kasander
- 1992 : Kyodai Makes the Big Time : Ian Kerkhof
- 1993 : De kleine blonde dood : Rob Houwer
- 1994 : 1000 Rosen : Matthijs van Heijningen
- 1995 : Petite Sœur (Zusje) : Clea de Koning et Robert Jan Westdijk
- 1996 : Lang leve de koningin : Laurens Geels et Dick Maas
- 1997 : Karakter : Laurens Geels
- 1998 : Felice... Felice... : Pieter van Huystee et Suzanne van Voorst
- 1999 : Abeltje : Burny Bos
- 2000 : Lek : Rolf Koot et Jean van de Velde (Lek)
- 2001 : Nynke : Hans de Wolf et Hans De Weers
- 2002 : Miaou ! (Minoes) : Burny Bos
- 2003 : De tweeling : Hanneke Niens et Anton Smit
- 2004 : Simon : Imko Nieuwenhuijs
- 2005 : Paradise Now : Bero Beyer
- 2006 : Black Book : San Fu Maltha, Jos van der Linden, Frans van Gestel et Jeroen Beker
- 2007 : La Grande Croisade (Kruistocht in spijkerbroek) : Kees Kasander
- 2008 : Alles is liefde : Jeroen Beker, Frans van Gestel, San Fu Maltha et Job Gosschalk
- 2009 : Nothing Personal Reiner Selen et Edwin van Meurs (Rinkel Film en TV)
- 2010 : Joy : Frans van Gestel, Jeroen Beker
- 2011 : Ingrid Jonker (Black Butterflies) : Frans van Gestel, Richard Claus, Arry Voorsmit et Arnold Heslenfeld
- 2012 : Het meisje en de dood : Jos Stelling
- 2013 : Borgman : Marc van Warmerdam
- 2014 : Aanmodderfakker : Iris Otten, Sander van Meurs et Pieter Kuijpers
- 2015 : Gluckauf : Joram Willink et Remy van Heugten
- 2016 : The Paradise Suite : Ellen Havenith
- 2017 : Brimstone : Els Vandevorst et Uwe Schott
- 2018 : Le Banquier de la Résistance : Alain De Levita, Sytze van der Laan et Sabine Brian (Bankier van het Verzet)
- 2019 : Dirty God : Marleen Slot
- 2020 : Buladó : Koji Nelissen et Derk-Jan Warrink
- 2021 : The Judgment (De veroordeling) : Joram Willink et Piet-Harm Sterk
- 2022 : Chonchon, le plus mignon des cochons (Knor) : Mascha Halberstad
- 2023 : Sweet Dreams : Erik Glijnis et Leontine Petit
- 2024 : De Terugreis (en) : Maarten Kuit et Jeroen van den Idsert